# Loona (группа)
Loona (кор. 이달의 소녀; стилизуется как LOOΠΔ, читается как Лу́на; «Девушка месяца» (Idarui Sonyeo)) — южнокорейская гёрл-группа, сформированная компанией BlockBerry Creative. Каждый месяц, начиная с октября 2016 года, группа выпускала сингл или мини-альбом, представляя таким образом новую участницу или саб-юнит. В конце проекта двенадцать девушек дебютировали как одна группа 19 августа 2018 года с мини-альбомом [+ +]. 25 ноября 2022 года Чу исключили из группы . 13 января 2023 года компанию покинули Хиджин, Ким Лип, Джинсоль и Чхверри, выиграв судебное дело против BlockBerry Creative . 9 мая 2023 года Виви и Хёнджин также покинули агентство, выиграв судебное дело против агентства, держащего группу. 16 июня СМИ Seoul Kyungjae сообщили, что 5-я палата по гражданским делам Высокого суда Сеула вынесла решение в пользу пяти оставшихся участниц женской группы Луна, которые обратились за судебным запретом на приостановку действия их эксклюзивного контракта с BlockberryCreative. По решению суда все 12 участниц покинули агентство.
Loona начали свой дебютный проект в августе 2016 года, и каждая участница выпустила сингл в течение следующих восемнадцати месяцев. Группа имеет три юнита: LOONA 1/3, LOONA Odd Eye Circle и LOONA yyxy. Группа дебютировала 20 августа 2018 года с мини-альбомом [+ +] с ведущим синглом «Hi High».

## Название

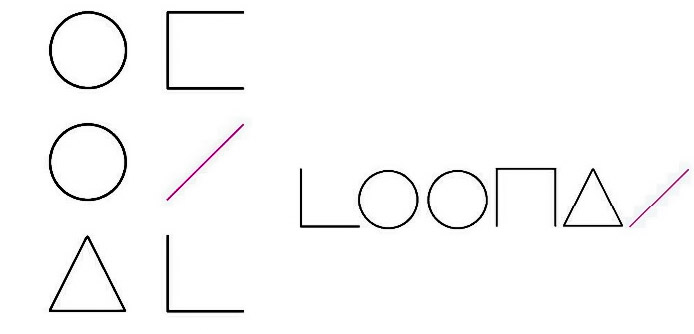

Английское название LOONA происходит от корейских букв ㅇㄷㅇㅅㄴ, каждая из которых является начальной согласной в слоговых блоках, которые составляют 이달의 소녀 (idarui sonyeo). При перестановке на ㄴㅇㅇㄷㅅ он напоминает LOONA в латинском алфавите.

## История

### Предебютный проект иMix Nine.
28 сентября 2016 года Blockberry Creative выпустили тизер первого музыкального видео группы. 2 октября компания объявила с помощью портала Naver, что группа планирует дебютировать в составе 12 девушек после предварительного проекта.
С октября 2016 по январь 2017 были представлены первые четыре участницы группы: Хиджин, Хёнджин, Хасыль и Ёджин. Каждая девушка выпустила собственный сингл-альбом. В феврале было объявлено о формировании первого саб-юнита группы LOOΠΔ 1/3. В его состав вошли Хиджин, Хёнджин, Хасыль и новая участница группы – Виви. Девушки выпустили мини-альбом Love&Live с одноименным заглавным синглом 13 марта. Саб-юнит совершил свой официальный дебют 12 марта на музыкальном шоу Inkigayo канала SBS. 27 апреля LOOΠΔ 1/3 выпустили переиздание своего дебютного альбома, получившее название «Love&Evil» с заглавным синглом «Sonatine».

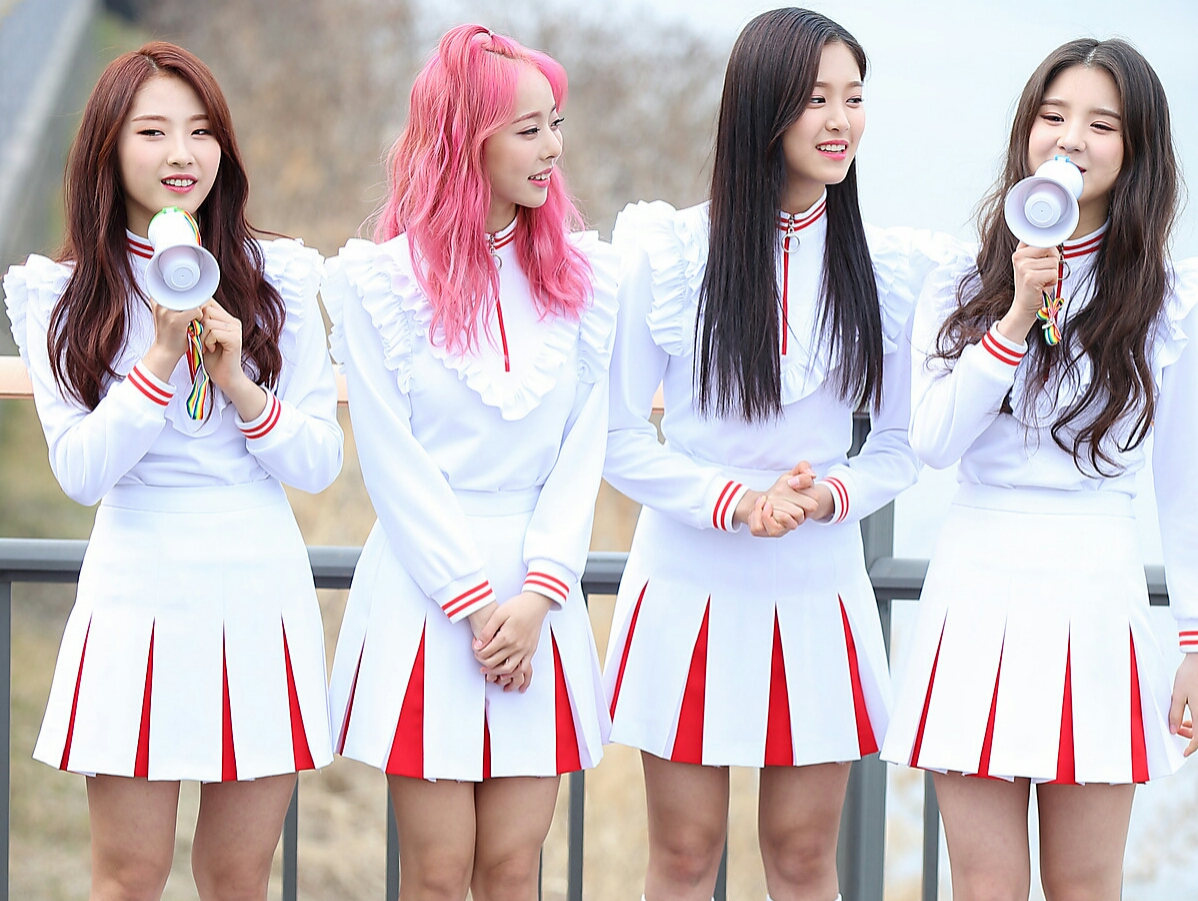
LOOΠΔ 1/3 на мини фан-встрече в Inkigayo

С апреля по июль было выпущено ещё четыре сингл-альбома: соло Виви, а также соло новых участниц — Ким Лип, Джинсоль и Чхверри. 21 сентября второй саб-юнит  LOOΠΔ / ODD EYE CIRCLE дебютировал с мини-альбомом Mix&Match. В состав второго саб-юнита вошли Ким Лип, Джинсоль и Чхверри. В тот же день девушки выступили на музыкальном шоу M! Countdown канала Mnet. 31 октября LOOΠΔ / ODD EYE CIRCLE выпустили переиздание своего альбома, в который были включены 3 новые песни с заглавным синглом «Sweet Crazy Love», получившее название Max&Match.

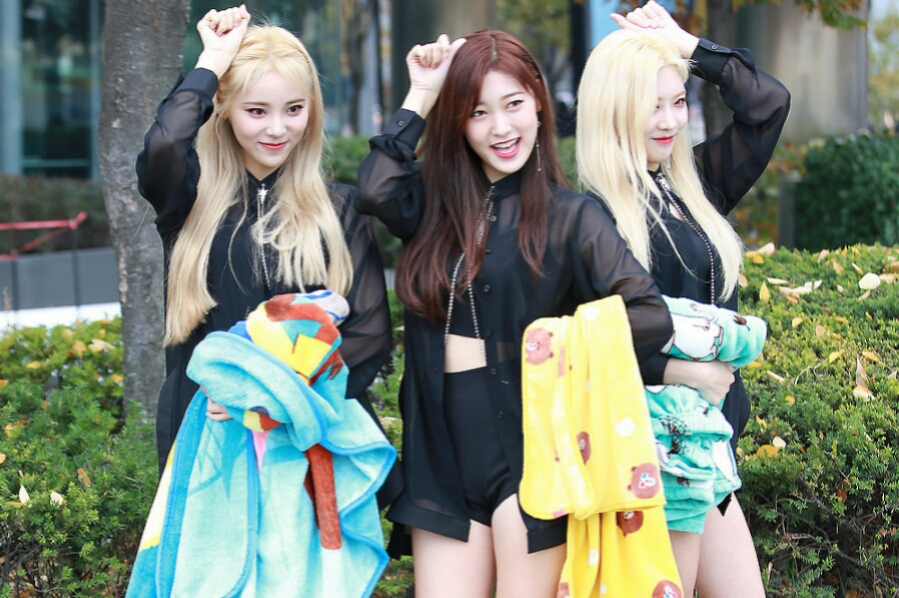
LOOΠΔ / ODD EYE CIRCLE на мини фан-встрече в M!countdown

В сентябре 2017 года стало известно, что Хиджин, Хёнджин и Хасыль пройдут прослушивание для участия в шоу на выживание от YG Entertainment «Mix Nine» канала JTBC. Хиджин и Хёнджин успешно прошли прослушивание и дошли до финала, в котором Хиджин заняла 4 место.
С ноября 2017 года по январь 2018 года было выпущено ещё три сингл-альбома, представляющих новых участниц группы — Ив, Чу и Го Вон. В марте был выпущен сингл-альбом последней, двенадцатой, участницы группы, Оливии Хе. 30 мая состоялся релиз дебютного мини-альбома «beauty&thebeat» нового юнита под названием LOOΠΔ yyxy, в состав которого вошли последние четыре представленные участницы Ив, Чу, Го Вон и Оливия Хе.

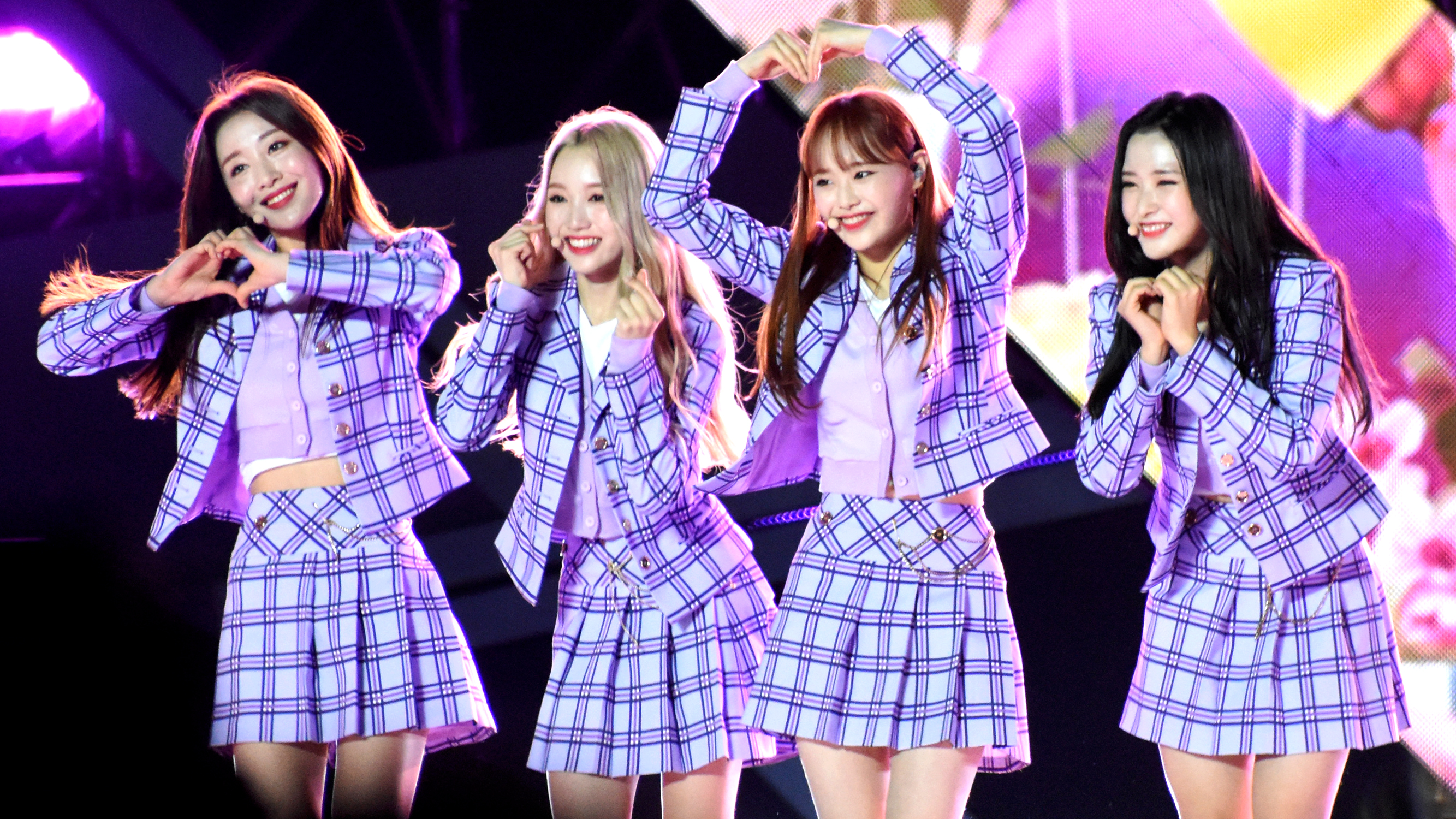
LOOΠΔ yyxy на фестивале Incheon Airport Sky Festival

### 2018—2019: Дебют с[+ +]и[X X]

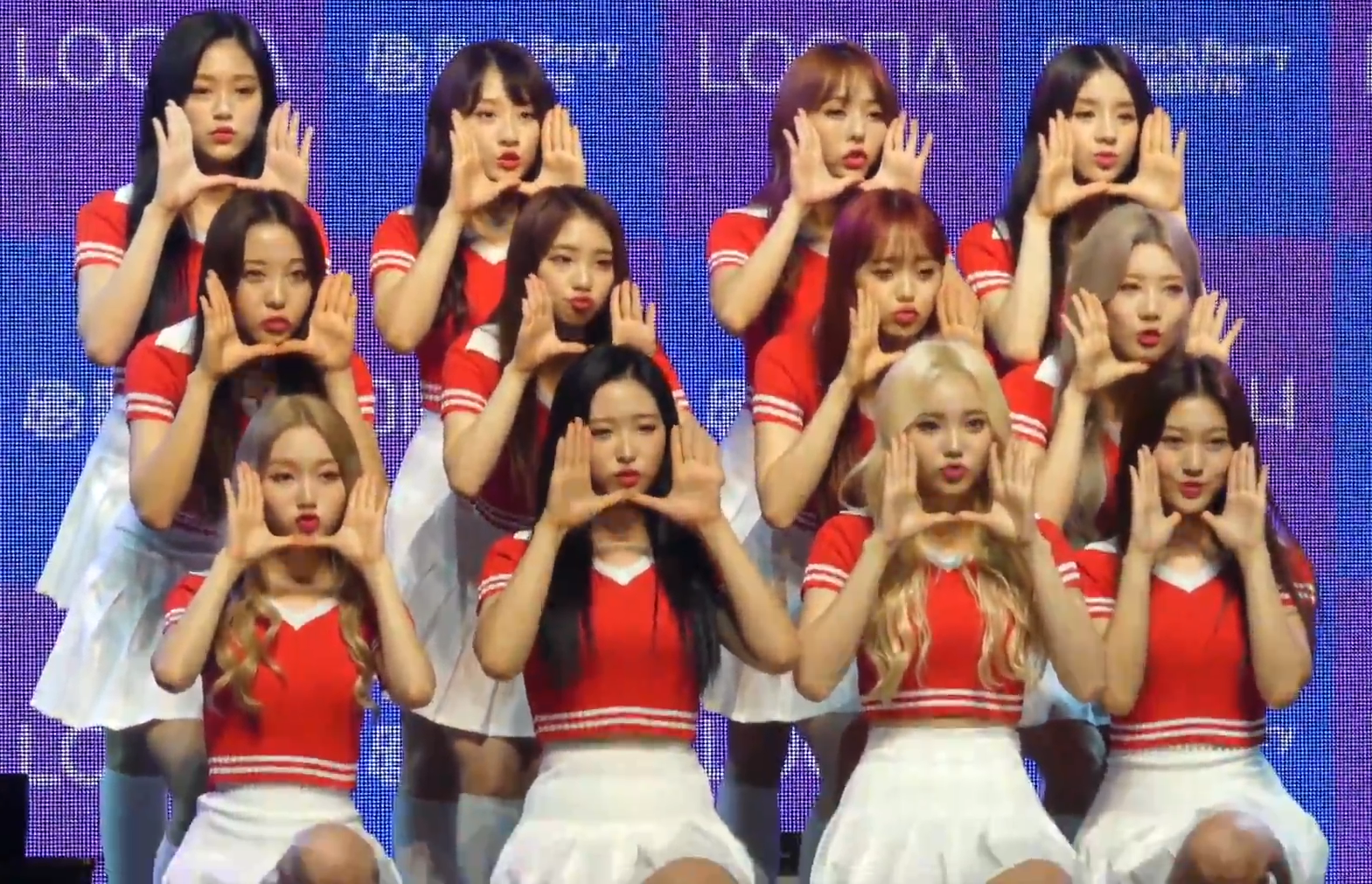
Loona на дебютном шоукейсе, август 2018 года.

7 августа 2018 года был выпущен заглавный сингл «favOriTe» с дебютного мини-альбома группы [+ +] (произносится как plus plus). 
Сам альбом был выпущен 20 августа, вместе с клипом на заглавный сингл «Hi High».
19 февраля 2019 года было выпущено переиздание дебютного альбома группы, получившее название [X X], (произносится как multiple multiple) с шестью дополнительными треками, включая новый сингл «Butterfly».
17 августа Loona впервые посетили США, выступив на фестивале KCON 2019 в Лос-Анджелесе.
13 декабря Loona выпустили сингл под названием «365» в качестве благодарной песни для своих поклонников.

### 2020—н.в.:[#],[12:00],[&], дебют в Японии, участие вQueendom 2,Flip That, [0]и уход Чу

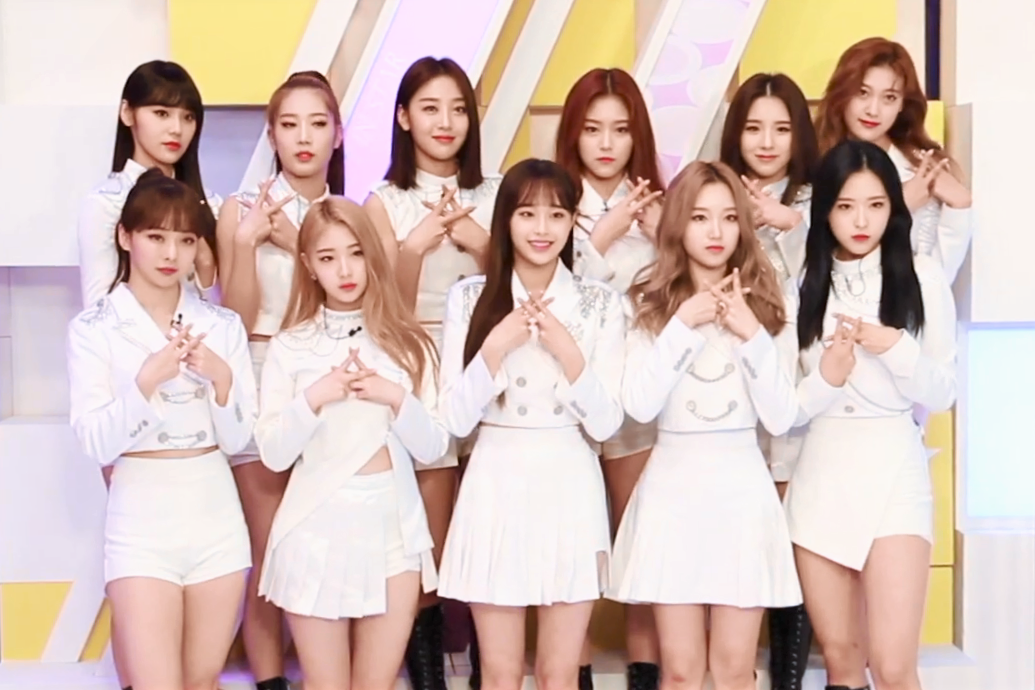
Loona в феврале 2020 года.

7 января 2020 года Blockberry Creative объявили, что лидер ХаСыль не будет участвовать в промоушене грядущего альбома из-за проблем с психическим здоровьем. 5 февраля LOONA выпустили второй мини-альбом # (произносится как hash),  с заглавным синглом «So What». 12 марта группа выиграла первый трофей на музыкальном шоу M Countdown.
19 октября Loona выпустили свой третий мини-альбом [12:00] (читается как midnight) с заглавным синглом «Why Not?». 17 сентября Blockberry Creative подтвердили, что Хасыль не будет участвовать в возвращении по собственному усмотрению, чтобы сосредоточиться на восстановлении своего здоровья. При дебюте, альбом [12:00] сразу вошёл в несколько чартов: альбомный чарт Gaon (4 место)  и  Billboard 200 (112 место) , став первым альбомом Loona, который вошёл в Billboard 200.
18 ноября Loona выпустили клип на ещё одну песню из альбома [12:00], «Star». Достигнув 40-го места в топ-40 Billboard Mainstream, Loona стала второй женской K-pop группой, которая вошла в чарт.
1 июня 2021 года Loona объявили, что вернутся 28 июня со своим четвёртым мини-альбомом [&] (читается как and) с заглавным синглом «PTT (Paint The Town)». На следующий день, 2 июня, в официальных аккаунтах Loona в социальных сетях был опубликован тизер, показывающий двенадцать глаз, подтверждающий возвращение Хасыль, которая находилась в отпуске из-за проблем с психическим здоровьем с начала 2020 года. 12 июня участники группы Ёджин, Ким Лип, Чхверри и Го Вон выпустили песню «Yum-Yum» в сотрудничестве с Cocomong.
27 июня Loona объявили в конце своего специального клипа, что они дебютируют в Японии 15 сентября под лейблом Universal Music Japan саб-лейбл EMI Records. 27 августа было объявлено, что Loona выпустят двойной сингл «Hula Hoop / StarSeed» 15 сентября, а 20 октября он выйдет на физическом компакт-диске.
11 и 12 февраля 2022 года на арене Jangchung Arena состоялся концерт Loonaverse: From. Однако Чуу отсутствовала по состоянию здоровья.
21 февраля Mnet объявили, что Loona примут участие во втором сезоне Queendom 2. 28 февраля было объявлено, что Loona не будет участвовать в записи первого раунда, который состоялся в тот же день, когда у Хасыль, Ёджин и ВиВи был диагностирован COVID-19 за несколько дней до записи. 2 июня Loona заняла второе место в прямом эфире финала шоу.
3 июни Loona объявили, что 20 июня они выпустят свой первый специальный летний мини-альбом Flip That.
25 ноября Blockberry Creative объявили, что Чу была исключена из группы. Три дня спустя JTBC Entertainment News сообщили, что все участницы, за исключением Виви и Хëнджин, впоследствии подали заявление о временном судебном запрете на приостановление их эксклюзивных контрактов с BlockBerry Creative. Однако, когда команда новостей JTBC Entertainment обратилась за подтверждением к Blockberry Creative, они опровергли это заявление.
12 декабря их агентство Blockberry Creative опубликовало тизерное изображение, анонсирующее возвращение Loona с их 6-м мини-альбомом под названием [0] 3 января 2023 года.
13 января 2023 года стало известно, что Хиджин, Ким Лип, Джинсоль и Чхверри выиграли судебное дело против BlockBerry Creative по расторжению их эксклюзивных контрактов. Они расторгли контракт. На следующий день Blockberry Creative объявили, что они готовятся сделать заявление о будущей деятельности Loona. 1 февраля Star News сообщили, что Blockberry Creative подала петицию о запрете Чу на все развлекательные мероприятия в Корее, и что они планируют сделать то же самое для четырех участниц, которые выиграли недавний судебный процесс.
3 февраля стало известно, что Хенджин и Виви подадут заявление о приостановлении своих контрактов с Blockberry Creative. 9 мая интернет-портал allkpop со ссылкой на южнокорейское издание EtNews сообщил, что Виви и Хенджин выиграли суд, который привёл к расторжению контрактов с Blockberry Creative. Дальнейшая деятельность девушек не сообщается.

## Участницы
У участниц нет официальных и точно фиксированных позиций, за исключением лидера.
| Сценический псевдоним | Сценический псевдоним | Настоящее имя | Настоящее имя | Дата рождения | Позиция |
| Основной              | Другой                | На русском    | Хангыль       | Дата рождения | Позиция |
| --------------------- | --------------------- | ------------- | ------------- | ------------- | ------- |
| Хасыль                | Haseul                | Чо Ха Сыль    | 조하슬        | 18.08.1997    | Лидер   |
| Ив                    | Yves                  | Ха Су Ён      | 하수영        | 24.05.1997    | н/д     |
| Го Вон                | Go Won                | Пак Чэ Вон    | 박채원        | 19.11.2000    | н/д     |
| Оливия Хе             | Olivia He             | Сон Хе Джу    | 손혜주        | 13.11.2001    | н/д     |
| Ёджин                 | Yeojin                | Им Ё Джин     | 임여진        | 11.11.2002    | Макнэ   |

### Участницы
| Сценический псевдоним | Сценический псевдоним | Настоящее имя | Настоящее имя | Дата рождения | Позиция |
| Основной              | Другой                | На русском    | Хангыль/Ханча | Дата рождения | Позиция |
| --------------------- | --------------------- | ------------- | ------------- | ------------- | ------- |
| Джинсоль              | JinSoul               | Чон Джин Соль | 정진솔        | 13.06.1997    | н/д     |
| Ким Лип               | Kim Lip               | Ким Чон Ын    | 김정은        | 10.02.1999    | н/д     |
| Чу                    | Chuu                  | Ким Джи У     | 김지우        | 20.10.1999    | н/д     |
| Хиджин                | Heejin                | Чон Хи Джин   | 전희진        | 19.10.2000    | н/д     |
| Чхверри               | Choerry               | Чхве Йе Рим   | 최예림        | 04.06.2001    | н/д     |
| Хёнджин               | Hyunjin               | Ким Хенджин   | 김현진        | 15.11.2000    | н/д     |
| ВиВи                  | ViVi                  | Вон Кахэй     | 黃珈熙        | 09.12.1996    | н/д     |

### Саб-юниты
- LOOΠΔ 1/3 (кор. 이달의 소녀 1/3): Виви, Хасыль (лидер саб-юнита)[36], Хиджин, Хёнджин[37]
- LOOΠΔ / ODD EYE CIRCLE (кор. 이달의 소녀 오드아이써클): Джинсоль, Ким Лип (лидер саб-юнита)[38], Чхверри[39]
- LOOΠΔ yyxy (кор. 이달의 소녀; акроним от youth youth by young): Ив (лидер саб-юнита), Чу, Го Вон, Оливия Хе[40]

## Дискография

### Мини-альбомы
- [+ +] (2018)
- [#] (2020)
- [12:00] (2020)
- [&] (2021)
- Flip That (2022)
- [O] (2023)

## Фильмография

### Телевизионные шоу
- Queendom 2[41]

## Туры и концерты
Хедлайнеры
- Loonabirth – Debut Concert (++) in Seoul (19 августа 2018)
- Loonaverse – Comeback Concert (XX) in Seoul (16–17 февраля 2019)
- Loonaverse: From in Seoul (11–12 февраля 2022)
- Loona 1st World Tour: [Loonatheworld] (2022)

### Виртуальные концерты
- LOONA On Wave [LOONATHEWORLD: Midnight Festiva] (20 февраля 2020)
- LOONA On Wave [LOONATHEWORLD: &] (28 июня 2021)

## Реклама и сотрудничества
19 января 2017 года компания Blockberry Creative объявила, что участницы группы стали новыми моделями косметического бренда Innisfree. Они будут представлены в рекламе Innisfree и будут публиковаться ежемесячно в журнале HighCut. 17 мая 2017 года было объявлено, что девушки стали лицом новой RPG «Law of Creation». 13 июля 2018 года стало известно, что Хиджин станет лицом рекламной кампании нового продукта LG Electronics «LG Q7».